# マーティ・サーボ
マーティ・サーボ（Marty Servo、1919年11月3日 - 1969年2月9日）は、1930年代から1940年代のアメリカ合衆国のプロボクサー。世界ウェルター級チャンピオン。ニューヨーク州ニューヨーク生まれ。

## 略歴
幼時に母と死別、自らも病弱の身という薄幸の幼年時代を送ったが、のちにこれを克服、スポーツの万能選手となった。
1938年アマからプロへ転向。1946年2月1日、フレディ・コクランを左フックで4回で失神させ王座に就いたが、同年のノンタイトル戦で鼻を痛め、王座を返上して引退。
翌年一旦は復帰したが、2戦したのみで再度引退した。端正な容貌とスピードで人気があった。

## 通算戦績
49勝（15KO）4敗2引分け1無判定